# Иоганн Карл (пфальцграф Биркенфельд-Гельнхаузена)
Иоганн Карл (17 октября 1638, Бишвилье, метрополия Франции — 21 февраля 1704, Гельнхаузен, Гессен) — пфальцграф Биркенфельд-Гельнхаузена в 1654—1704 годах из династии Виттельсбахов.

## Жизнь
Младший сын пфальцграфа Кристиана I Биркенфельд-Бишвейлерского от брака с Магдалиной Екатериной (1606—1648), дочерью пфальцграфа Иоганна II Цвейбрюккенского. Вместе со своим старшим братом Кристианом II он получил образование у Филиппа Якоба Шпенера и позже учился в Страсбургском университете. После этого братья совершили грандиозный 5-летний тур, который позволил им, в частности, посетить Францию, Голландию, Англию, Швецию и Швейцарию.
Он командующим кавалерией в армии своего дальнего родственника короля Швеции Карла X в войне против Дании, а затем сражался против турок в Венгрии. Затем он поступил на службу в Голландии. Он участвовал в 1674 году в битве при Сенефе и был повышен в звании до генерала. Затем он покинул армию и удалился в Гельнхаузен. В договорах со своим братом Кристианом II в 1681 и 1683 годах Иоганн Карл был назначен правителем Гельнхаузена.

## Браки и дети

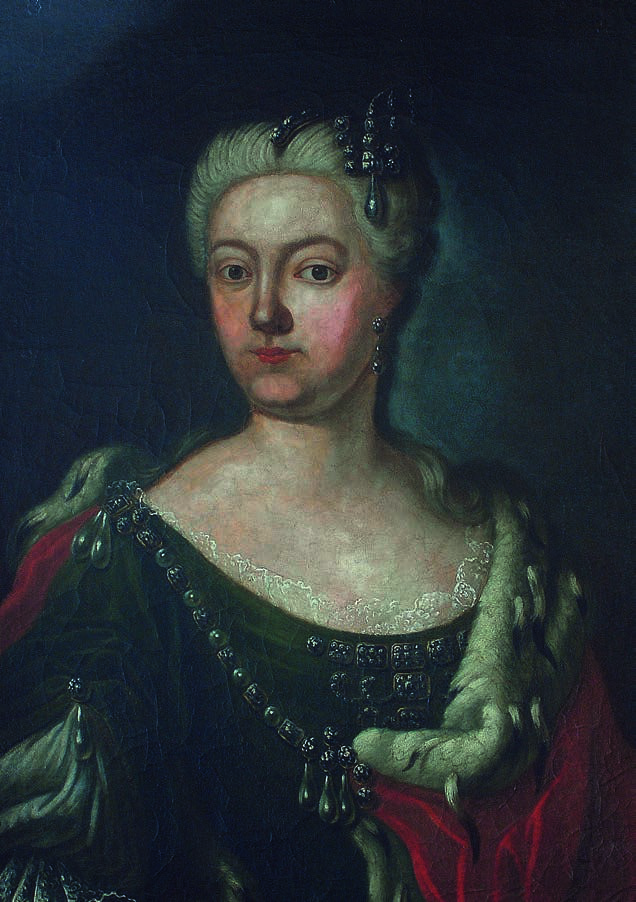
Эстер Мария фон Витцлебен-Эльгерсбург, вторая супруга Иоганна Карла.

Иоганн Карл женился на своей первой жене Софии Амалии (1646—1695) в 1685 году в Вайкерсхайме. Она была дочерью пфальцграфа Фридриха Цвейбрюккенского и вдовой графа Зигфрида Гогенлоэ-Вейкерсгеймского. У них была одна дочь:
- Юлиана Магдалина (1686—1720)

∞ 1704 Иоахим Фридрих, герцог Шлезвиг-Гольштейн-Зондербург-Плёна (1668—1722)
После смерти Софии Амалии, 28 июля 1696 года Иоганн Карл женился морганатическим браком на Эстер Марии фон Витцлебен-Эльгерсбург (1665—1725), дочери барона Георга Фридриха фон Витцлебена-Эльгерсбурга. Иоганн Карл заключил договор о наследовании со своим братом Кристианом II. Затем он попытался сделать свою жену графиней, и ему снова удалось расторгнуть договор о наследовании, однако он умер до того, как достиг своей цели. Его вдова передала дело в Надворный совет в 1708 году. В 1715 году она выиграла дело, и ей и её детям были предоставлены все права и привилегии, которые им полагались. В частности, её внук Вильгельм стал герцогом Баварии в 1799 году.
У Иоганна Карла и Эстер Марии было пятеро детей:
- Фридрих Бернхард (1697—1739)

∞ 1737 принцесса Эрнестина Луиза фон Вальдек (1705—1782)
- Иоганн (1698—1780)

∞ графиня София Шарлотта фон Сальм-Даун (1719—1770)
- Вильгельм (1701—1760), фельдмаршал в венгерской армии, а затем генерал кавалерии в голландской армии
- Шарлотта Катерина (1699—1785)

∞ 1745 принц Фридрих Вильгельм Сольмс-Браунфельсский (1696—1761)
- София Мария (1702—1761)

∞ 1722 граф Генрих XXV Рейсс фон Гера (1681—1748)